# Condé-sur-Ifs
Condé-sur-Ifs är en kommun i departementet Calvados i regionen Normandie i norra Frankrike. Kommunen ligger i kantonen Bretteville-sur-Laize som ligger i arrondissementet Caen. År 2022 hade Condé-sur-Ifs 447 invånare.

## Befolkningsutveckling
Antalet invånare i kommunen Condé-sur-Ifs
Referens: INSEE